# ヘボソ塚古墳
ヘボソ塚古墳（ヘボソづかこふん、扁保曽塚古墳）は兵庫県神戸市東灘区岡本一丁目にあった古墳時代前期の古墳。六甲山南麓の傾斜地に作られ、前方部を西北西に向け、全長が63mあった前方後円墳だった。江戸時代の『摂津名所図会』によればそばには小さな塚が20ほどあったという。明治30年（1897年）以降民有地となり、市街化工事によって壊滅し、長尾良吉の邸宅となった。現在は「扁保曽塚址」の石碑があるだけである。

## 出土品

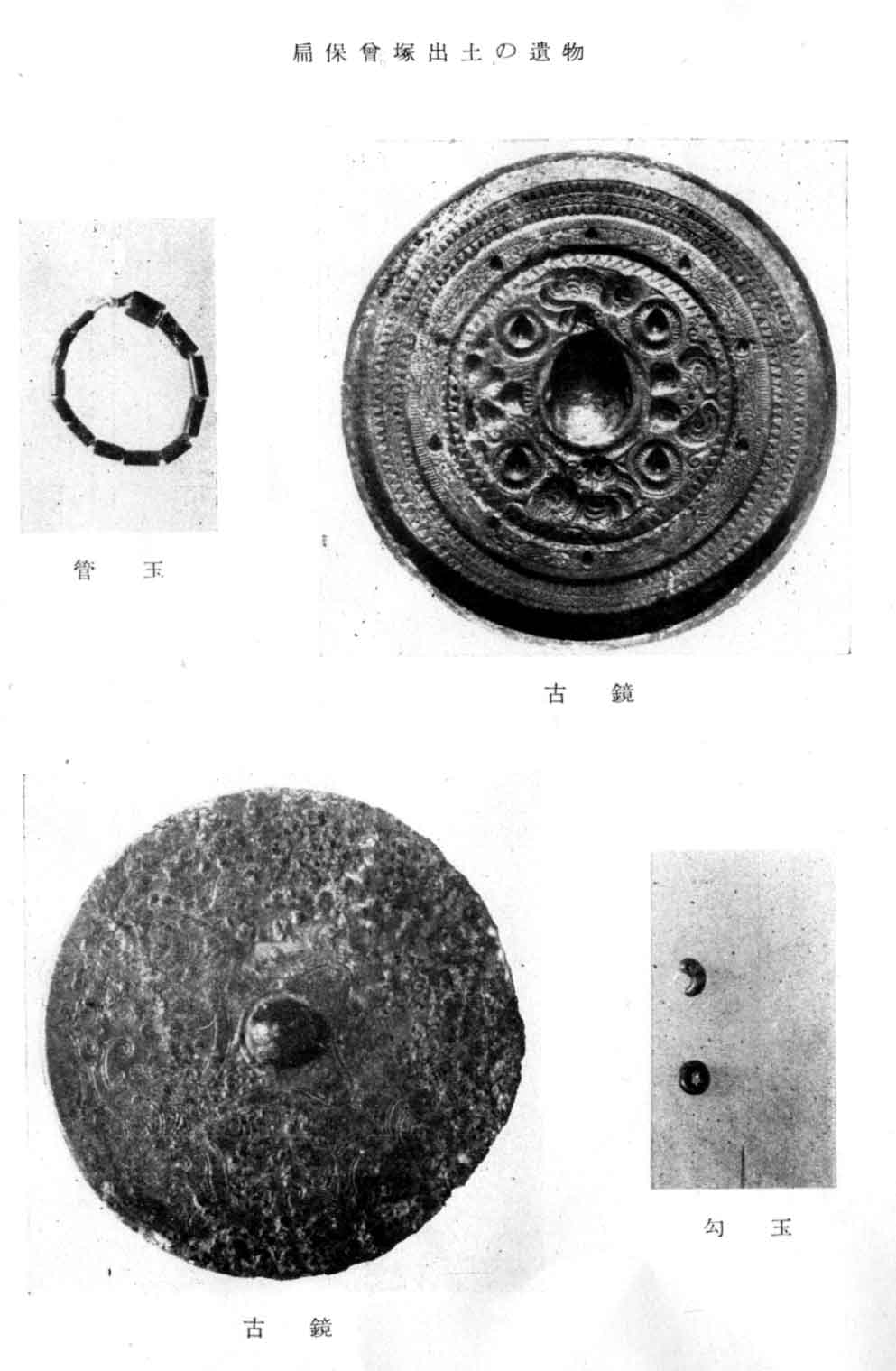
『本山村誌』より、ヘボソ塚より出土した銅鏡他

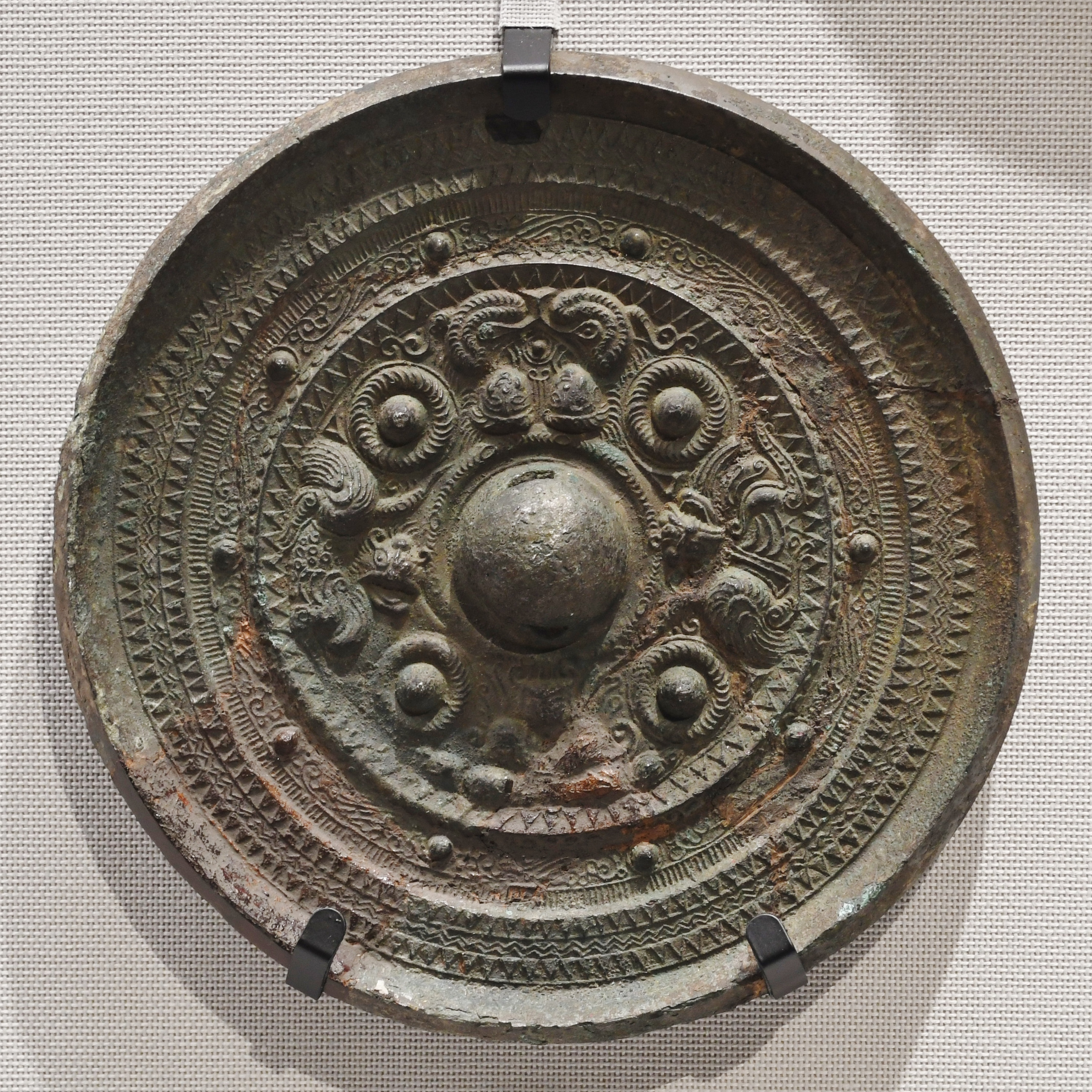
三角縁三神二獣鏡 東京国立博物館蔵

明治28年（1895年）の発掘調査によって、後円部の竪穴式石室より鏡6面、石釧2個、勾玉、菅玉、小玉などが出土し、東京国立博物館に所蔵されている。
鏡のうち、2面は三角縁神獣鏡でいずれも同范鏡、唐草文帯三神二獣鏡は加古川市の東車塚古墳出土鏡と同范、天・王・日・月・唐草文帯二神二獣鏡は長岡京市の長法寺南原古墳出土鏡はじめ同范が7面判明している。

## 由来
「ヘボソ」という名は16世紀にはじめて現れるが、その由来は今もって判明していない。
当地の伝承によれば在原業平の墓であると『摂津志』には挙げられているが、建設時期が合わず現在ではこの説は否定されている。
俗謡に「岡本のをさばに立てるへぼそ塚布織る人は岡本にあり」とあり、すでに『摂津名所図絵』には塚の名と同じく唄の意味もわからないとあるが、旧正月の二日に織姫が機を織る音が聞こえるという言い伝えがあって、上代の織姫と関連付けられていた。道谷卓は「オサバ」の「オサ」は「筬」（機織りで使うくし型の道具）の事であると考えて、伝承と俗謡との関連を示している。